# Chiesa di Sant'Alessandro (Castione della Presolana)
La chiesa di Sant'Alessandro è la parrocchiale di Castione della Presolana, in provincia e diocesi di Bergamo, inserita nel vicariato di Clusone-Ponte Nossa.

## Storia
Una piccola chiesa dedicata a sant'Alessandro di Bergamo, risulta documentata già nel 1260 inserita nell'elenco delle chiese di Bergamo sottoposte a censo imposto dalla Santa Sede. Il documento indica la presenza sulla località anche di un edificio di culto intitolato a san Pietro. Nel 1360 la chiesa fu inserita nella nota ecclesiarum, ordinanza di Bernabò Visconti, che elencava i benefici dei luoghi di culto e dei monasteri presenti sul territorio di Bergamo per definire quali dovevano essere i tributi che le chiese della bergamasca dovevano versare al clero di Roma e alla famiglia Visconti di Milano. Nel documento la chiesa viene indicata come sussidiaria di quella Clusone e che godeva di due benefici. La relazione della visita pastorale di san Gregorio Barbarigo, conferma la dipendenza alla pieve di Clusone ma anche la presenza della congregazione della Misericordia Maggiore. La chiesa risulta inserita anche nell'elenco redatto dal cancelliere della curia vescovile di Bergamo, Giovanni Giacomo Marenzi del 1666-1667.
La chiesa fu visitata da san Carlo Borromeo il 25 settembre 1575; dagli atti si evince che godeva dell'intitolazione a parrocchia, che vi erano le scuole e le congregazioni che godevano del giuspatronato degli altari e che erano gestite dai sindaci eletti tra i personaggi delle principali famiglie della località. In particolare vi erano le scuole del Santissimo Sacramento che aveva la gestione dell'altare maggiore, la congregazione dei disciplinati di Bergamo l'altare della Santa Maria Maddalena, mentre la scuola di Santa Maria aveva un altare intitolato alla Madonna.
L'edificio fu completamente riscostruito durante tutta la seconda metà del Settecento con la posa della prima pietra la domenica 2 luglio 1752. La nuova aula fu coperta dal tetto nel 1756 con la posa delle statue raffiguranti i santi Alessandro di Bergamo, Pietro e Paolo nel 1758 sulla cima della facciata. Le decorazioni a fresco furono eseguite nel 1768 e la consacrazione con l'intitolazione al santo di Bergamo avvenne il 4 luglio 1779, in quell'occasione il prete ebbe il privilegio di essere elevato al titolo di prevosto.
L'elevazione della torre campanaria fu ultimata il 25 gennaio 1786.  Gli altari intitolati ai santi Pietro e Paolo furono realizzato solo nella prima metà dell'Ottocento.

Il XX secolo, vide lavori di manutenzione e mantenimento nonché la posa delle vetrate istoriate, e la nuova pavimentazione in marmo. Con decreto del 27 maggio 1979 del vescovo di Bergamo Giulio Oggioni, la chiesa di sant'Alessandro si confermò facente parte del vicariato di Clusone-Ponte Nossa.

## Descrizione

### Esterno
La facciata dal classico orientamento est-ovest e in stile neoclassico è preceduta dal sacrato racchiuso da un muretto in ceppo locale. Un piccolo pronao che si sviluppa su quattro colonne in marno botticino complete di zoccolatura e capitelli d'ordine dorico.

### Interno
L'aula a pianta rettangolare si sviluppa in unica navata divida da lesene in tre campate di cui quella maggiore posta centralmente, entrambe di scarsa profondità, con arco a tutto sesto che le collega, fino all'arco trionfale che precede la zona presbiteriale a pianta quadrata terminante con l'abside semicircolare.